# Phoenix Pictures
Phoenix Pictures est une société américaine de production de films basée à Culver City.

## Histoire
Phoenix Pictures a été fondée en novembre 1995 par Mike Medavoy et Arnold Messer.

## Filmographie partielle
- 1996 : Larry Flint de Miloš Forman
- 1997 : U-Turn de Oliver Stone
- 1997 : Au cœur de la tourmente de Beeban Kidron
- 1998 : Un élève doué de Bryan Singer
- 1998 : Urban Legend de Jamie Blanks
- 1998 : La Ligne rouge  de Terrence Malick
- 1999 : Lake Placid de Steve Miner
- 1999 : Dick : Les Coulisses de la présidence de Andrew Fleming
- 2000 : À l'aube du sixième jour de Roger Spottiswoode
- 2000 : Urban Legend 2 : Coup de grâce de John Ottman
- 2003 : Basic de John McTiernan
- 2003 : La Morsure du lézard de Andrew Davis
- 2005 : Furtif  de Rob Cohen
- 2006 : Les Fous du roi de Steven Zaillian
- 2007 : Pathfinder de Marcus Nispel
- 2007 : Zodiac de David Fincher
- 2010 : Shutter Island  de Martin Scorsese
- 2010 : Shanghai de Mikael Håfström
- 2010 : Black Swan  de Darren Aronofsky
- 2012 : Ce qui vous attend si vous attendez un enfant de Kirk Jones
- 2015 : Les 33 (The 33) de Patricia Riggen
- 2023 : The Last Voyage of the Demeter d'André Øvredal